# 神奈川県道720号怒田開成小田原線
神奈川県道720号怒田開成小田原線（かながわけんどう720ごう ぬだかいせいおだわらせん）は、神奈川県南足柄市と小田原市を結ぶ一般県道。足柄上郡開成町から小田原市にかけて小田急小田原線とほぼ並行する。

## 概要
- 全長：13.9km
- 起点：南足柄市怒田 信号無交差点（神奈川県道74号小田原山北線接続）
- 終点：小田原市南鴨宮 篭場交差点（神奈川県道719号鴨ノ宮停車場線接続）
- Google マップ

### 交通量
平成22年度道路交通センサスより24時間交通量
- 南足柄市班目 2,840
- 足柄上郡開成町吉田島 9,590
- 小田原市栢山 17,460
- 小田原市南鴨宮 17,662

- 扇町5丁目交差点から小田原市街地方面は、並行する県道74号が大型車規制区間のため交通量が多い。

## 通過する自治体
- 神奈川県
  - 南足柄市 - 足柄上郡開成町 - 小田原市

## 交差・接続する道路
- 神奈川県南足柄市
  - 信号無交差点（怒田）（神奈川県道74号小田原山北線）
  - 橋梁（名称不明）（酒匂川発電放水路）
  - 斑目橋（酒匂川発電放水路）
- 神奈川県足柄上郡開成町
  - 新延沢交差点（神奈川県道712号松田停車場線）
  - 牛島交差点（神奈川県道78号御殿場大井線）
  - 吉田島交差点（神奈川県道78号御殿場大井線）
- 神奈川県小田原市
  - 信号無交差点（栢山）（神奈川県道715号栢山停車場塚原線）
  - 橋梁（名称不明）（仙了川）
  - 踏切（名称不明）（小田急小田原線）
  - 信号交差点（栢山）（神奈川県道714号栢山停車場曽我線）
  - 堀之内交差点（神奈川県道717号沼田国府津線）
  - 立体交差（小田原厚木道路）
  - 狩川橋（狩川）
  - 扇町五丁目交差点（神奈川県道74号小田原山北線）
  - 飯泉入口交差点（国道255号）
  - 立体交差（東海道新幹線・東海道本線）
  - 小田原大橋（酒匂川）
  - 下新田交差点（神奈川県道719号鴨ノ宮停車場線）

## 重複区間
- 牛島交差点 - 吉田島交差点（神奈川県道78号御殿場大井線）

## 周辺の施設・地理
- 開成町役場
- 神奈川県立吉田島高等学校
- 開成町立開成小学校
- 開成駅
- 栢山駅
- 富水駅
- 螢田駅
- 伊豆箱根鉄道大雄山線
- 五百羅漢駅